# Кремонський мир (1441)
Кремонський мир (італ. Pace di Cremona)  — мирна угода між Венеційською республікою та Міланським герцогством, укладена 20 листопада 1441 року. Угода поклала край четвертій кампанії тривалих Ломбардських війн між двома державами за панування в Північній Італії. Мир не був довготривалим і вже в 1452 році спалахнула чергова війна між Венецією і Міланом. Остаточне завершення Ломбардських війн відбулось лише з укладенням Лодійського миру в 1454 році

## Історія
За посередництва Франческо Сфорца, 6 серпня було укладено перемир'я, а переговори почалися наприкінці вересня на полі Кавріана поблизу Кремони, обраному як нейтральний майданчик. Сфорца забезпечив за собою панування над Кремоною та руку Б'янки Марії Вісконті, доньки герцога Міланського Філіппо Марії Вісконті — і, таким чином, оскільки у герцога не було іншого спадкоємця, власні права на успадкування посади герцога Мілану.
За умовами договору Венеція змогла втримати кордон між своїми материковими володіннями та Міланським герцогством по річці Адда. Венеція також отримала від Мілана Ріва-ді-Лаго. 
Маркіз Мантуї Джанфранческо Гонзага повернув Венеції міста, захоплені ним під час війни, а також остаточно втратив на користь Венеційської республіки Лонато, Валеджіо, Асолу та Песк'єру, а разом з ними і доступ до озера Гарда. Натомість було підтверджено належність володінням Гонзаго Кастель-Гоффредо разом із Кастільоне та Сольферіно. 
Сторонами також було визнано венеційське володіння Равенною. Мілан також повернув Імолу та Болонью Папській області та відновив незалежність Генуезької республіки.